# 토마 외르토
토마 외르토(프랑스어: Thomas Heurtaux, 1988년 7월 3일, 프랑스 리지외 ~ )는 프랑스의 축구 선수로 현재 세리에 B 클럽인 살레르니타나에서 뛰고 있다.